# Santa Comba Dão
Santa Comba Dão là một huyện thuộc tỉnh Viseu, Bồ Đào Nha. Huyện này có diện tích 112 km², dân số thời điểm năm 2001 là 12473 người.